# Kiełczewice Pierwsze
Kiełczewice Pierwsze (prononciation : [kʲɛu̯t͡ʂɛˈvit͡sɛ ˈpjɛrfʂɛ]) est un village polonais de la gmina de Strzyżewice dans le powiat de Lublin de la voïvodie de Lublin dans l'est de la Pologne.
Le village comptait approximativement une population de 76 habitants en 2011.

## Histoire
De 1975 à 1998, le village est attaché administrativement à l'ancienne Voïvodie de Lublin.

Depuis 1999, il fait partie de la nouvelle voïvodie de Lublin.